# SeeU
SeeU（시유、シユ）はSBS A&Tが製作した、ヤマハのボーカル音声合成ソフトウェアVOCALOID3をベースにしたソフトウェア、およびそのキャラクターである。VOCALOID3の製品であり、最初の韓国語VOCALOIDである。

## 概要
SBS A&TソフトウェアVOCALOID SVシリーズ第一弾で、ヤマハ音声合成エンジンVOCALOID3を採用して製作された。韓国語と日本語の両方をサポートする。韓国語ライブラリでは簡単な英語もサポートしている。声のデータベースは「キム・ダヒ」(女性アイドルグループGlam)の声を採用している。キャラクターデザインは、2011年8月30日に初めて公開され、 イラストは有名女性イラストレーター 「KKUEM」が担当した。
日本語ライブラリの発音は、変な部分もあるが可愛いとの評判を受けた。（日本語の母音を表現するために子音が調整されているが、イントネーションに韓国語っぽさが出てしまった。）（日本語ライブラリで「る」の音を発音させると、韓国語とは異なる日本語のuの発音と可愛さが強調されているため、GEN（性別転換）を使って調質しなければならないほどであった。）
韓国語ライブラリに関しては、初め韓国語の発音が不自然なことについて批判があった。（特に終声規則に関する問題で、韓国語を韓国語として発音できない現象があった。（「가」が「카」または「까」の音になるところで「가」としてしまうなど）（韓国語ライブラリは英語用の特殊な発音を備えているが、韓国語の発音より優れている場合もあり、それによってカバーするなどされた。）
また、韓国ではDTMマニアが日本ほど多くいなかったため、韓国での売り上げは低迷した。SeeUが「SBS人気歌謡」に登場した際には、賛否両論であった。
2013年3月1日頃に、日本国内での販売が終了した。
2014年9月2日に、SeeUの声提供者のキム・ダヒが、イ・ジヨンと共にイ・ビョンホンを脅迫した疑いがあるとして、警察に逮捕された。2015年1月15日、キム・ダヒとイ・ジヨンに、この疑いに対して懲役1年の判決が下された。この影響で、開発予定であったSeeUの改善版（仮名称「SeeUアペンド」）の開発が中止となった。

## 公式キャラクタープロフィール
- 名前: SV01 시유(SeeU)
- 年齢: 17歳
- 身長: 159cm
- 体重: 44.5kg
- 得意とするジャンル: K-POP、バラードポップ
- 得意とする音域: C3～C5
- 得意とするテンポ: 60～170BPM
- 公式男性版: 지유(ZeeU)
- 非公式男性版: 시우(SeeWoo)

## 歌

### 韓国語テーマ曲
1. RUN
2. 죽어도 못 보내（死んでも離さない） (Remix)[5]
3. Shining Star
4. I=Fantasy
5. 우산（雨傘）

### 日本語テーマ曲
1. 願いを込めて
2. 明日を向いて
3. Mission (日本語バージョン)